# Johannes Winnertz

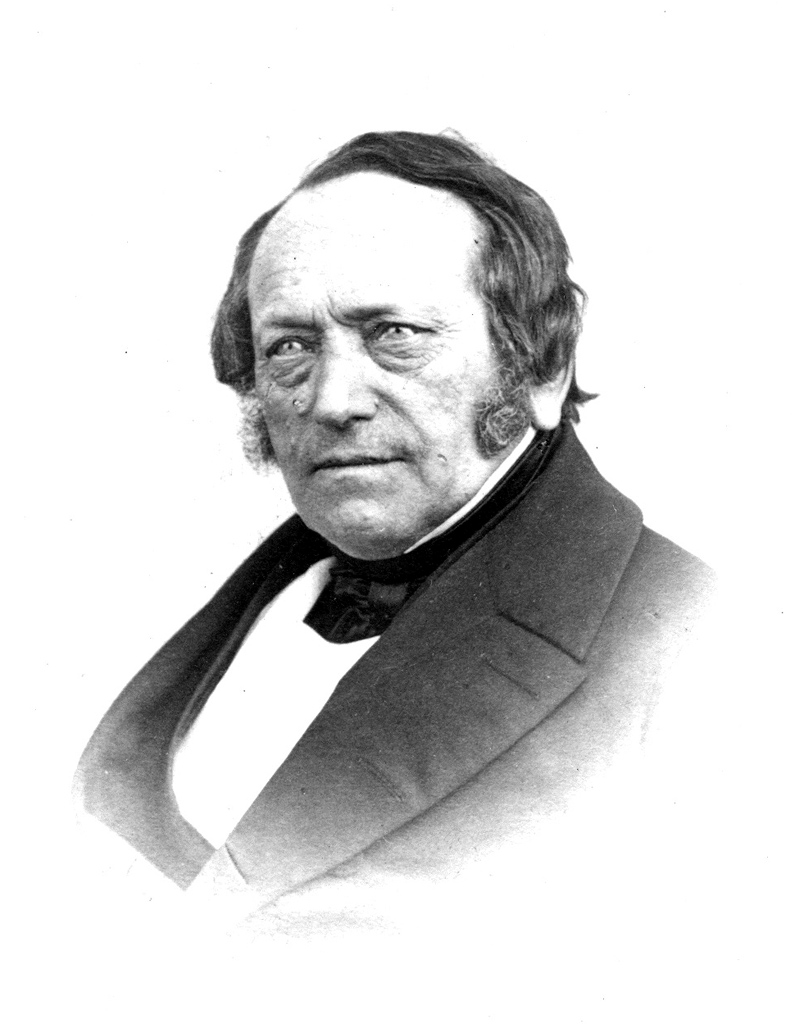
Johannes Winnertz

Johannes Winnertz (* 11. Februar 1800; † 24. Juli 1890) war ein deutscher Entomologe, der sich auf die Bearbeitung von Fliegen (Diptera) spezialisiert hatte.

## Leben und Wirken
Johannes Winnertz arbeitete als Kaufmann in Krefeld. Bis etwa zum Jahr 1867 waren in Europa 55 Arten von Sciarinen (Trauermücken) bekannt. Winnertz bearbeitete die Gruppe und beschrieb in einer Veröffentlichung aus dem Jahr 1867 insgesamt 131 neue Arten dieser Fliegen.
Seine Sammlungen befinden sich im Senckenberg Museum Frankfurt und im
Naturhistorischen Museum Wien. Sammlungsteile im Zoologischen Museum Bonn (ehemals Teil des nicht mehr in dieser Form existierenden Naturhistorischen Museums Poppelsdorf, heute Institut für Zoologie der Universität Bonn) wurden im Zweiten Weltkrieg möglicherweise zerstört.

## Werke
- Beitrag zur Kenntniss der Gattung Ceratopogon Meigen. 1852
- Beitrag zu einer Monographie der Gallmücken. 1853
- Beitrag zu einer Monographie der Pilzmücken. 1863
- Beitrag zu einer Monographie der Sciarinen. Wien, 1867

| Personendaten    | Personendaten        |
| ---------------- | -------------------- |
| NAME             | Winnertz, Johannes   |
| KURZBESCHREIBUNG | deutscher Entomologe |
| GEBURTSDATUM     | 11. Februar 1800     |
| STERBEDATUM      | 24. Juli 1890        |